# VM i badminton 1985
VM i badminton 1985 var det fjerde VM i badminton afholdt af International Badminton Federation. Mesterskabet blev afviklet i Saddledome i Calgary, Alberta, Canada i perioden 10. - 16. juni 1985. Canada var VM-værtsland for første gang.

## Medaljevindere
| Række        | Guld                       | Sølv                            | Bronze                            | Bronze                             |
| ------------ | -------------------------- | ------------------------------- | --------------------------------- | ---------------------------------- |
| Herresingle  | Han Jian                   | Morten Frost                    | Jens Peter Nierhoff               | Yang Yang                          |
| Damesingle   | Han Aiping                 | Wu Jianqiu                      | Li Lingwei                        | Zheng Yuli                         |
| Herredouble  | Park Joo-Bong Kim Moon-Soo | Li Yongbo Tian Bingyi           | Liem Swie King Hariamanto Kartono | Mark Christiansen Michael Kjeldsen |
| Damedouble   | Han Aiping Li Lingwei      | Lin Ying Wu Dixi                | Kim Yun-Ja Yoo Sang-Hee           | Kang Haeng-Suk Hwang Sun-Ai        |
| Mixed double | Park Joo-Bong Yoo Sang-Hee | Stefan Karlsson Maria Bengtsson | Nigel Tier Gillian Gowers         | Zhang Xinguang Lao Yujing          |

### Medaljetabel
| Land       | Guld | Sølv | Bronze | Total |
| ---------- | ---- | ---- | ------ | ----- |
| Kina       | 3    | 3    | 4      | 10    |
| Sydkorea   | 2    | -    | 2      | 4     |
| Danmark    | -    | 1    | 2      | 3     |
| Sverige    | -    | 1    | -      | 1     |
| Indonesien | -    | -    | 1      | 1     |
| England    | -    | -    | 1      | 1     |